# Pays de Galles occidental
Pour les articles homonymes, voir West Wales (homonymie).
West Wales, Gorllewin Cymru
- Restreinte (Carmarthenshire et Pembrokeshire)
- Étendue (Carmarthenshire, Ceredigion, Neath Port Talbot, Pembrokeshire et Swansea)

Carte présentant les différentes définitions du pays de Galles occidental.

Le pays de Galles occidental (Western Wales en anglais), ou l’ouest du pays de Galles (West Wales en anglais et Gorllewin Cymru en gallois), localement nommé « l’Ouest » (the West en anglais et y Gorllewin en gallois), est une région non officielle du pays de Galles. 
Il est généralement confondu avec la notion de sud-ouest du pays de Galles (South West Wales en anglais et  De-Orllewin Cymru en gallois) et avec celle d’« ouest du pays de Galles méridional » (South Wales West en anglais et Gorllewin De Cymru).

## Définition
Le pays de Galles occidental couvre les comtés du Carmarthenshire et du Pembrokeshire. Il peut s’étendre aux comtés du Ceredigion et de Swansea ainsi qu’au borough de comté de Neath Port Talbot.
Il est bordé à l’est par la partie septentrionale et au nord par la partie centrale.